# (12433) Barbieri
(12433) Barbieri est un astéroïde de la ceinture principale.

## Description
(12433) Barbieri est un astéroïde de la ceinture principale. Il fut découvert le 15 janvier 1996 à Cima Ekar par Maura Tombelli et Ulisse Munari. Il présente une orbite caractérisée par un demi-grand axe de 2,62 UA, une excentricité de 0,24 et une inclinaison de 6,1° par rapport à l'écliptique.